# Coppa del Mondo di biathlon 1986
La Coppa del Mondo di biathlon 1986 fu la nona edizione della manifestazione organizzata dall'Unione Internazionale del Pentathlon Moderno e Biathlon.
La stagione maschile ebbe inizio il 16 gennaio ad Anterselva, in Italia, e si concluse il 15 marzo a Boden, in Svezia. Furono disputate 10 gare individuali in 5 diverse località; nel corso della stagione si tennero a Oslo Holmenkollen i Campionati mondiali di biathlon 1986, validi anche ai fini della Coppa del Mondo, il cui calendario non contemplò dunque interruzioni. Il tedesco orientale André Sehmisch si aggiudicò la coppa di cristallo, il trofeo assegnato al vincitore della classifica generale. Non vennero stilate classifiche di specialità; Frank-Peter Roetsch era il detentore uscente della Coppa generale.
In campo femminile nel corso della stagione si tennero a Falun i Campionati mondiali di biathlon 1986, validi anche ai fini della Coppa del Mondo, il cui calendario non contemplò dunque interruzioni. La svedese Eva Korpela si aggiudicò la coppa di cristallo. Non vennero stilate classifiche di specialità; Sanna Grønlid era la detentrice uscente della Coppa generale.

## Uomini

### Risultati
| Data                                 | Località              | Nazione      | Spec. | Primo                                                                                      | Secondo                                                                                | Terzo                                                                                   |
| ------------------------------------ | --------------------- | ------------ | ----- | ------------------------------------------------------------------------------------------ | -------------------------------------------------------------------------------------- | --------------------------------------------------------------------------------------- |
| 16 gennaio 1986                      | Anterselva            | Italia       | IN    | Valerij Medvedcev                                                                          | Gottlieb Taschler                                                                      | Sergej Antonov                                                                          |
| 18 gennaio 1986                      | Anterselva            | Italia       | SP    | Peter Angerer                                                                              | Andrej Nepein                                                                          | Gisle Fenne                                                                             |
| 19 gennaio 1986                      | Anterselva            | Italia       | RL    | Unione Sovietica II Dmitrij Vasil'ev Konstantin Vasilev Aljaksandr Papoŭ Valerij Medvedcev | Norvegia Øivind Nerhagen Eirik Kvalfoss Kjell Søbak Gisle Fenne                        | Unione Sovietica I Andrej Nepein Sergej Antonov Jurij Kaškarov Sergej Bulygin           |
| 23 gennaio 1986                      | Feistritz an der Drau | Austria      | IN    | Sergej Antonov                                                                             | Dmitrij Vasil'ev                                                                       | André Sehmisch                                                                          |
| 25 gennaio 1986                      | Feistritz an der Drau | Austria      | SP    | Andrej Nepein                                                                              | André Sehmisch                                                                         | Frank-Peter Roetsch                                                                     |
| 26 gennaio 1986                      | Feistritz an der Drau | Austria      | RL    | Germania Est Jürgen Wirth Frank-Peter Roetsch Matthias Jacob André Sehmisch                | Unione Sovietica II Andrej Nepein Valerij Medvedcev Aljaksandr Papoŭ Konstantin Vajgin | Unione Sovietica I Dmitrij Vasil'ev Sergej Antonov Jurij Kaškarov Sergej Bulygin        |
| 30 gennaio 1986                      | Oberhof               | Germania Est | IN    | Peter Angerer                                                                              | André Sehmisch                                                                         | Anatolij Ždanovič                                                                       |
| 1º febbraio 1986                     | Oberhof               | Germania Est | SP    | Matthias Jacob                                                                             | André Sehmisch                                                                         | Frank-Peter Roetsch                                                                     |
| 2 febbraio 1986                      | Oberhof               | Germania Est | RL    | Unione Sovietica I Vladimir Alikin Sergej Idinov Valerij Kirienko Anatolij Ždanovič        | Germania Est Jürgen Wirth Matthias Jacob Frank-Peter Roetsch André Sehmisch            | Unione Sovietica II Evien Tudiebierg Algimantas Šalna Andrej Zenkov Aleksandr Tropnikov |
| Campionati mondiali di biathlon 1986 |                       |              |       |                                                                                            |                                                                                        |                                                                                         |
| 21 febbraio 1986                     | Oslo Holmenkollen     | Norvegia     | IN    | Valerij Medvedcev                                                                          | André Sehmisch                                                                         | Alfred Eder                                                                             |
| 22 febbraio 1986                     | Oslo Holmenkollen     | Norvegia     | SP    | Valerij Medvedcev                                                                          | Franz Schuler                                                                          | André Sehmisch                                                                          |
| 23 febbraio 1986                     | Oslo Holmenkollen     | Norvegia     | RL    | Unione Sovietica Dmitrij Vasil'ev Jurij Kaškarov Valerij Medvedcev Sergej Bulygin          | Germania Est Jürgen Wirth Frank-Peter Roetsch Matthias Jacob André Sehmisch            | Italia Werner Kiem Gottlieb Taschler Johann Passler Andreas Zingerle                    |
| 7 marzo 1986                         | Lahti                 | Finlandia    | RL    | Germania Est Jürgen Wirth Jens Steinigen Matthias Jacob André Sehmisch                     | Norvegia Bjarne Thomassen Gisle Fenne Eirik Kvalfoss Geir Einang                       | Finlandia Risto Moisejeff Antero Lähde Arto Jääkeläinen Tapio Piipponen                 |
| 8 marzo 1986                         | Lahti                 | Finlandia    | IN    | Peter Angerer                                                                              | Jan Matouš                                                                             | Andreas Zingerle                                                                        |
| 9 marzo 1986                         | Lahti                 | Finlandia    | SP    | André Sehmisch                                                                             | Fritz Fischer                                                                          | Johann Passler                                                                          |
| 14 marzo 1986                        | Boden                 | Svezia       | IN    | Tapio Piipponen                                                                            | André Sehmisch                                                                         | Alfred Eder                                                                             |
| 15 marzo 1986                        | Boden                 | Svezia       | SP    | Matthias Jacob                                                                             | Sergej Antonov                                                                         | Eirik Kvalfoss                                                                          |
| 16 marzo 1986                        | Boden                 | Svezia       | RL    | Unione Sovietica Dmitrij Vasil'ev Jurij Kaškarov Aljaksandr Papoŭ Sergej Antonov           | Germania Est Jürgen Wirth Jens Steinigen Matthias Jacob André Sehmisch                 | Finlandia                                                                               |

Legenda:

IN = individuale

SP = sprint

RL = stafetta 4x7,5 km

### Classifiche

#### Generale
| Pos. | Nome             | Nazione          | Punti |
| ---- | ---------------- | ---------------- | ----- |
| 1    | André Sehmisch   | Germania Est     | 158   |
| 2    | Peter Angerer    | Germania Ovest   | 146   |
| 3    | Matthias Jacob   | Germania Est     | 124   |
| 4    | Tapio Piipponen  | Finlandia        | 123   |
| 5    | Alfred Eder      | Austria          | 120   |
| 6    | Andreas Zingerle | Italia           | 113   |
| 7    | Jan Matouš       | Cecoslovacchia   | 110   |
| 8    | Sergej Antonov   | Unione Sovietica | 109   |
| 9    | Eirik Kvalfoss   | Norvegia         | 103   |
| 10   | Jurij Kaškarov   | Unione Sovietica | 93    |

## Donne

### Risultati
| Data                                 | Località | Nazione | Spec. | Prima                                                        | Seconda                                            | Terza                                           |
| ------------------------------------ | -------- | ------- | ----- | ------------------------------------------------------------ | -------------------------------------------------- | ----------------------------------------------- |
| [...]                                |          |         |       |                                                              |                                                    |                                                 |
| Campionati mondiali di biathlon 1986 |          |         |       |                                                              |                                                    |                                                 |
| 14 febbraio 1986                     | Falun    | Svezia  | IN    | Eva Korpela                                                  | Siv Bråten                                         | Sanna Grønlid                                   |
| 15 febbraio 1986                     | Falun    | Svezia  | SP    | Kaija Parve                                                  | Nadija Bill'ova                                    | Eva Korpela                                     |
| 16 febbraio 1986                     | Falun    | Svezia  | RL    | Unione Sovietica Nadežda Belova Kaija Parve Venera Černyšova | Svezia Eva Korpela Inger Björkbom Sabiene Karlsson | Norvegia Sanna Grønlid Siv Bråten Anne Elvebakk |

Legenda:

IN = individuale

SP = sprint

RL = staffetta 3x7,5 km

### Classifiche

#### Generale
| Pos. | Nome          | Nazione  | Punti |
| ---- | ------------- | -------- | ----- |
| 1    | Eva Korpela   | Svezia   |       |
| 2    | Sanna Grønlid | Norvegia |       |
| 3    | Lise Meloche  | Canada   |       |